# Enfant terrible
Enfant terrible [ɑ̃fɑ̃ teʀibl] (z fr. „okropne dziecko”) – związek frazeologiczny oznaczający osobę niedyskretną, nietaktowną, łamiącą wszelkie reguły.
Zwrotu tego używa się zwykle wobec konkretnych osób, np. sportowców (vide: Władysław Komar), dziennikarzy, polityków etc. Używany może być także na określenie państw (Wielka Brytania to enfant terrible integracji europejskiej).
Określenie to zostało rozpowszechnione przez karykatury Francuza Paula Gavarniego.